# AzarAb Industrias
AzarAb Industrias es una corporación iraní que construye Centrales de generación eléctrica, plantas petroquímicos, ingenios azucareros y refinerías y plantas de procesamiento de gas natural, tiene su sede en Arak. En 2005, AzarAb Industrias tenía más 2,500 empleados.
Sus productos principales son calderas , válvulas de mariposa, turbinas, y depósitos de presión.